# Triakis scyllium
Il palombo dalle bande (Triakis scyllium J. P. Müller & Henle, 1839) è una specie di palombo della famiglia dei Triakidi presente nelle acque del Pacifico nord-occidentale dall'Estremo Oriente russo meridionale a Taiwan. Diffuso sul fondale o nelle sue vicinanze, predilige habitat costieri poco profondi con fondali sabbiosi o ricoperti da vegetazione e si spinge anche in scque salmastre. Raggiunge una lunghezza di 150 cm. Ha un muso corto e arrotondato e pinne prevalentemente strette; le pinne pettorali sono larghe e triangolari e il margine posteriore della prima pinna dorsale è quasi verticale. La colorazione è grigia sul dorso e più chiara sul ventre; gli esemplari più giovani presentano selle e macchie più scure, che sbiadiscono con l'età.
Notturno e per lo più solitario, il palombo dalle bande dà la caccia a invertebrati bentonici e pesci ossei. È un viviparo aplacentato, e gli embrioni in via di sviluppo si nutrono di tuorlo. Dopo l'accoppiamento, che ha luogo in estate, le femmine partoriscono fino a 42 piccoli dopo un periodo di gestazione di 9-12 mesi. Il palombo dalle bande non costituisce una minaccia per l'uomo e si adatta bene alla cattività. Viene catturato accidentalmente al largo del Giappone, di Taiwan e probabilmente in altre zone dell'areale; le sue carni possono essere mangiate, ma non sono così ricercate come quelle di altri suoi affini. Nonostante la pesca non sembri aver influito negativamente sulla sua popolazione, l'Unione internazionale per la conservazione della natura lo classifica come «specie in pericolo» (Endangered).

## Tassonomia
Il palombo dalle bande venne descritto per la prima volta dai biologi tedeschi Johannes Peter Müller e Friedrich Gustav Jakob Henle, nella loro opera Systematische Beschreibung der Plagiostomen del 1838-41, a partire da un esemplare essiccato proveniente dal Giappone. Gli studiosi gli assegnarono l'appellativo specifico scyllium, derivato dal greco antico skylion («pescecane»), e lo classificarono nel genere Triakis. All'interno di questo genere, è posto nel sottogenere Triakis insieme allo squalo leopardo (T. (Triakis) semifasciata).

## Descrizione

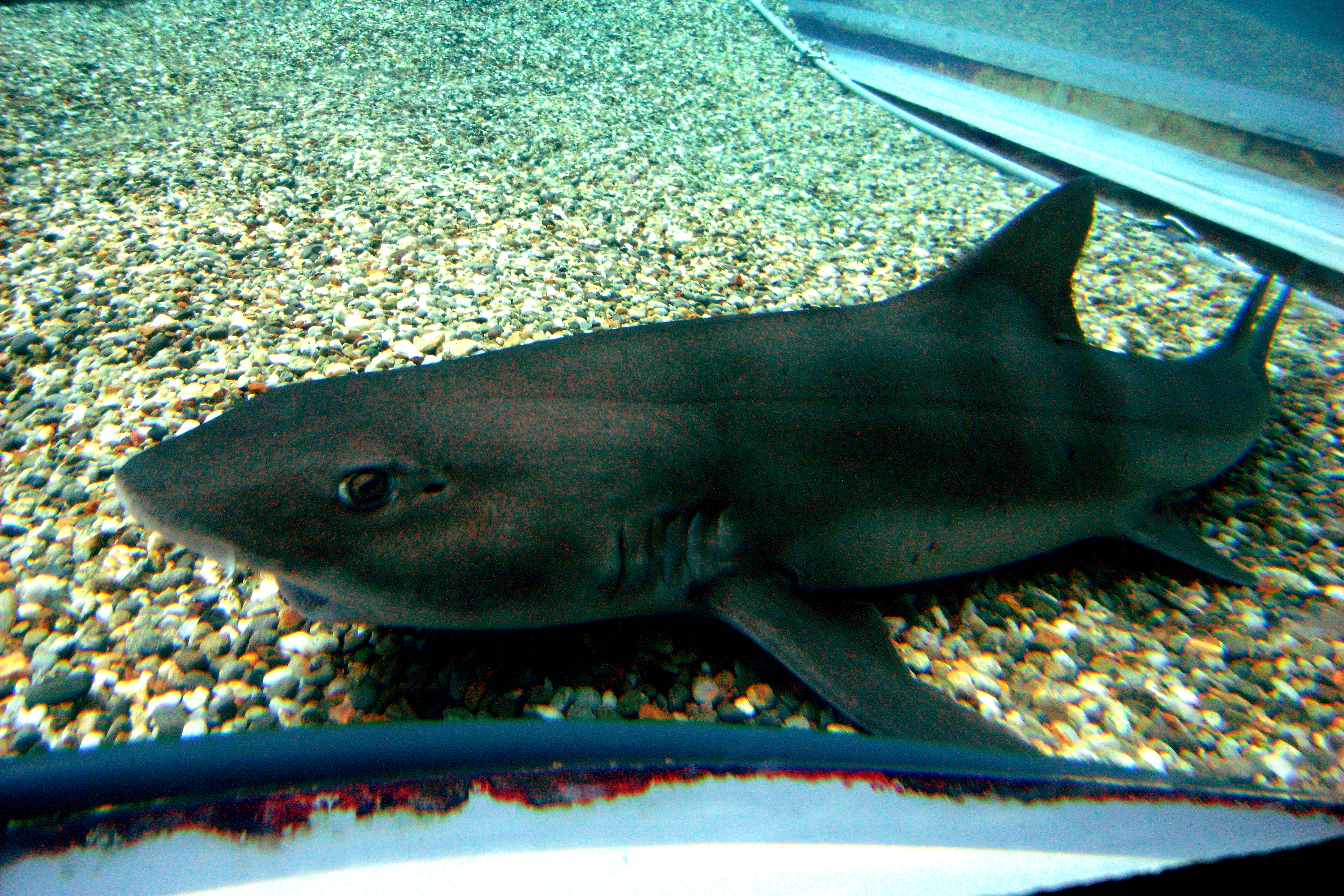
I disegni del palombo dalle bande sbiadiscono con l'età.

Il palombo dalle bande è una specie dalla struttura relativamente snella che può raggiungere i 150 cm di lunghezza. Il muso è corto, largo e arrotondato; le narici, molto distanziate, sono precedute ciascuna da un lobo di pelle che non raggiunge la bocca. Gli occhi, ovali e disposti orizzontalmente, sono posti in alto sulla testa; sono dotati di membrane nittitanti rudimentali e presentano al di sotto creste prominenti. La bocca forma un arco corto e largo e reca agli angoli lunghi solchi che si estendono su entrambe le mascelle. Ogni dente presenta una cuspide centrale a forma di coltello da verticale a obliqua, fiancheggiata da robuste cuspidi più piccole. Vi sono cinque paia di fessure branchiali.
La maggior parte delle pinne è piuttosto stretta; negli adulti le pinne pettorali sono larghe e grossomodo triangolari. La prima pinna dorsale, relativamente alta, è posta circa a metà strada tra le pinne pettorali e pelviche, e il suo margine posteriore, vicino all'estremità, è quasi verticale. La seconda pinna dorsale è alta circa tre quarti della prima e più grande della pinna anale. La pinna caudale ha un lobo inferiore ben sviluppato e una tacca ventrale ben marcata vicino alla punta del lobo superiore; negli esemplari giovani il lobo inferiore della pinna caudale è molto meno distinto. La parte superiore del corpo è grigia, con selle più scure e macchie nere sparse che sbiadiscono con l'età; la parte inferiore è di colore bianco sporco.

## Distribuzione e habitat
Originario del Pacifico nord-occidentale, il palombo dalle bande è diffuso dall'Estremo Oriente russo meridionale a Taiwan, attraverso Giappone, Corea e Cina orientale; le segnalazioni provenienti dalle Filippine sono dubbie. Questa comune specie bentonica è presente sulle piattaforme continentali e insulari, per lo più vicino alla costa, ma anche fino a profondità di 150 m. Frequenta le distese sabbiose e i letti di alghe e di zostere; inoltre, tollera l'acqua salmastra e si spinge negli estuari e nelle baie.

## Biologia

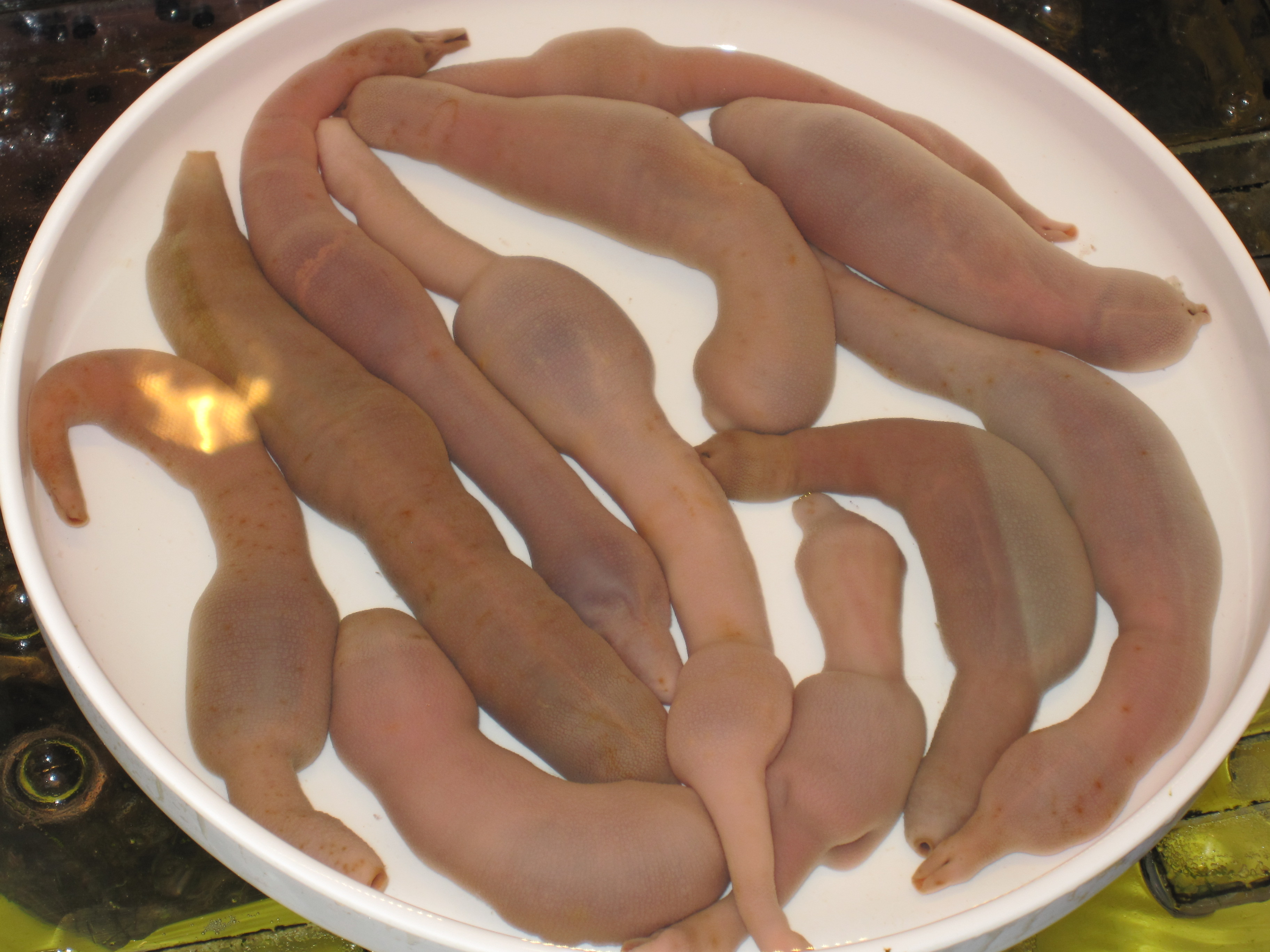
Gli echiuroidei sono un'importante fonte di cibo per i palombi dalle bande più piccoli.

Il palombo dalle bande è notturno e generalmente solitario, sebbene in certi casi più individui possano riposare insieme, talvolta ammucchiati l'uno sull'altro all'interno di una grotta. Si nutre principalmente di crostacei (compresi gamberetti, granchi, paguri e canocchie), cefalopodi (compresi polpi) ed echiuroidei; occasionalmente entrano a far parte della dieta anche policheti, tunicati, sipunculidi e piccoli pesci ossei che vivono sul fondo (inclusi pesci piatti, gronghi, aringhe, carangidi, scienidi ed emulidi). Gamberetti ed echiuroidei costituiscono la voce principale nella dieta degli esemplari lunghi fino a 70 cm, mentre i cefalopodi predominano in quella degli esemplari più grandi.
L'accoppiamento ha luogo durante l'estate e prevede che il maschio nuoti parallelamente alla femmina e le afferri la pinna pettorale con i denti: così assicurato, torce la parte distale del corpo per inserirle un unico pterigopodio nella cloaca e fecondarla. Il palombo dalle bande è un viviparo aplacentato, e gli embrioni in via di sviluppo si nutrono di tuorlo. Le femmine partoriscono figliate di 9-26 piccoli dopo un periodo di gestazione di 9-12 mesi, sebbene siano state registrate anche figliate di 42 piccoli.
Nel 2016, all'acquario di Uozu, in Giappone, è stato segnalato un evento di partenogenesi, con la nascita di due piccoli in una vasca che ospitava solo femmine.
I palombi neonati misurano 18-20 cm di lunghezza. I maschi raggiungono la maturità sessuale a 5-6 anni, quando misurano 93-106 cm di lunghezza, e vivono fino a 15 anni. Le femmine raggiungono la maturità sessuale a 6-7 anni, quando misurano 106-107 cm di lunghezza, e vivono fino a 18 anni. Parassiti conosciuti di questa specie sono le tenie Callitetrarhynchus gracilis, Onchobothrium triacis e Phyllobothrium serratum, la sanguisuga Stibarobdella macrothela e i copepodi Achtheinus impenderus, Caligus punctatus, Kroyeria triakos e Pseudopandarus scyllii.

## Rapporti con l'uomo

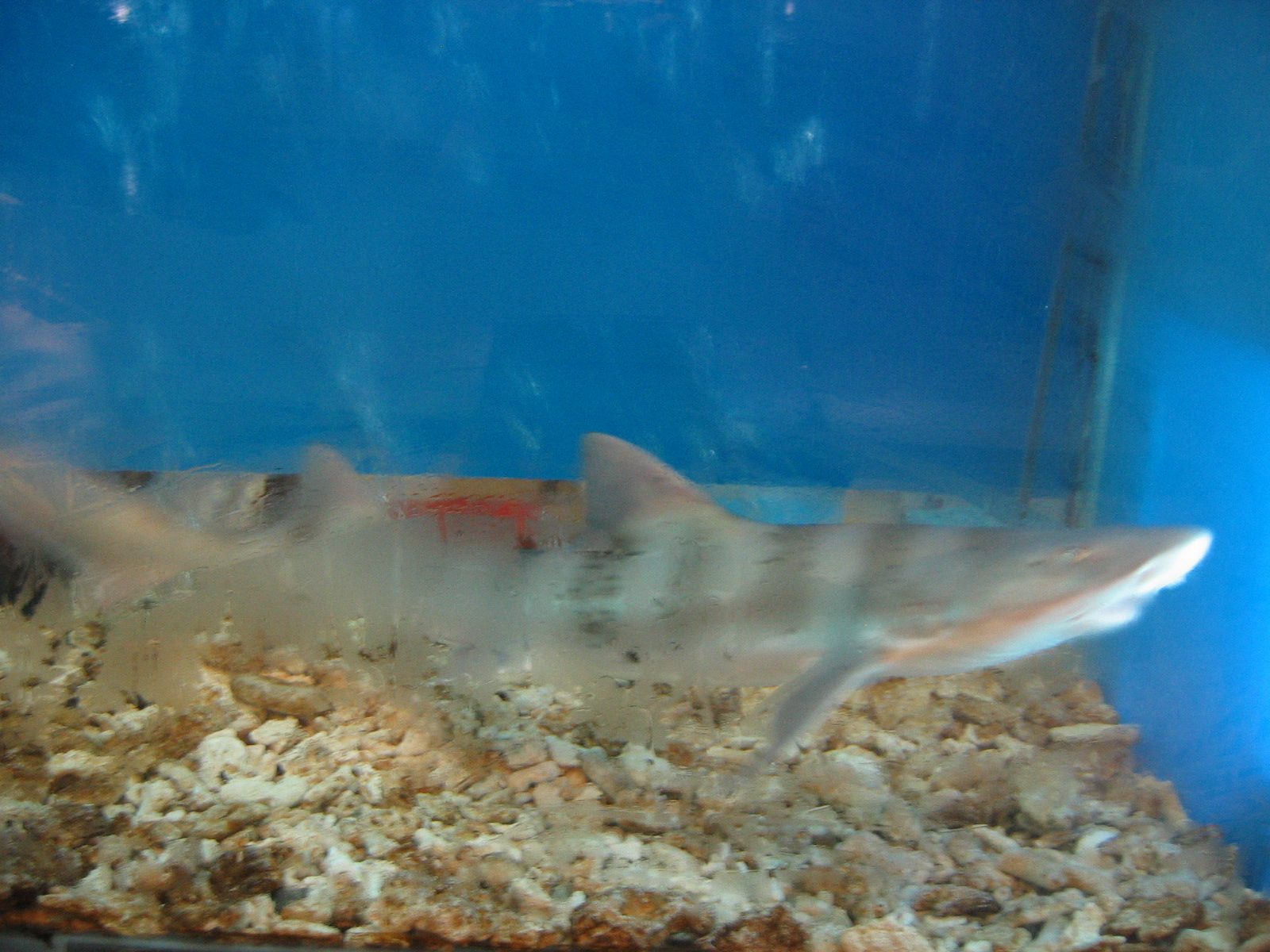
Un palombo dalle bande vivo esposto in un ristorante in Cina.

Innocuo per l'uomo, il palombo dalle bande è un ospite frequente degli acquari pubblici di Cina e Giappone, e si riproduce in cattività. Gli esemplari negli acquari sono sopravvissuti in cattività per più di cinque anni. Viene spesso catturato accidentalmente al largo del Giappone con reti da posta e reti fisse; sebbene in certi casi la carne venga venduta, è considerata di qualità inferiore rispetto a quella di altri palombi della regione. Un piccolo numero di esemplari viene catturato anche al largo di Taiwan e probabilmente al largo della Corea e della Cina settentrionale. Al largo del Giappone si può incontrare nelle zone rocciose che offrono rifugio dalla pressione della pesca.